# SS-Bewerber
SS-Bewerber var en grad inom Schutzstaffel () 1942–1945 och användes för en person som var under övervägande för kandidatur i SS. 
Bewerber inom SS
- 1 Staffel-Bewerber
- 2 Staffel-Jungmann
- 3 Staffel-Anwärter
- 4 Staffel-Vollanwärter